# Jean-Baptiste Fleuriot-Lescot
Jean-Baptiste Edmond Fleuriot-Lescot (1761 v Bruselu – 28. července 1794 v Paříži) byl francouzský revolucionář, původní profesí architekt. Od 10. května 1794 až do své smrti, tedy v období jakobínské hrůzovlády byl starostou Paříže.
Když byl Robespierre 9. thermidoru (27. července 1794) zatčen na příkaz Národního konventu, zorganizoval Fleuriot spolu s dalšími Robespierrovými přívrženci povstání proti Konventu, které bylo ovšem neúspěšné. Fleuriot byl druhý den spolu s 21 dalšími vzbouřenci gilotinován.